# Cueva de Gong
La Cueva de Gong se localiza en Indonesia, tiene estalactitas y estalagmitas que se consideran entre las más bellas en el sudeste de Asia. La cueva es de unos 256 metros de profundidad, y cuenta con 5 piscinas llamadas: Piscina de Rogo, Piscina Panguripan, Piscina Jiwo, Piscina Kamulyan, y la piscina Ralung Nisto. Algunos locales creen que tiene propiedades mágicas para curar enfermedades. La belleza de las estalagmitas y estalactitas ha sido inmortalizada por Selo Cengger Bumi.